# Jodła japońska
Jodła japońska (Abies firma) – gatunek wiecznie zielonego drzewa z rodziny sosnowatych. Zasięg występowania obejmuje Japonię (wyspy Honsiu, Sikoku, Kiusiu i Yakushima). Gatunek ten rośnie na wysokości od 50 do 1900 m n.p.m.

## Morfologia
Może dorastać do 50 metrów wysokości. U młodych drzew korona jest szeroko piramidalna do kopulastej; z wiekiem bardziej się spłaszcza. Kora pnia ma szarawy kolor, jest gładka i zwykle w młodości pokryta żywicą. Kora gałęzi jest żółto-zielona do szaro-brązowej. Szarobrązowe pąki mają około 10 milimetrów długości i 5 milimetrów grubości. Mają kształt owalny do stożkowatego i są lekko żywiczne. Starsze igły są skręcone u podstawy i mają tępy lub wcięty czubek. Górna część igły jest rowkowana, a dolna podwinięta. Od góry igły są ciemnozielone, a od spodu niebiesko-zielono-żółtawe.
Okres kwitnienia trwa od kwietnia do maja. Cylindryczne męskie szyszki są żółtawe i mają około 2,5 do 3 centymetrów. Występują pojedynczo zawieszone w kątach liści. Szyszki żeńskie są szerokie, owalne lub stożkowate i zaokrąglone na końcach. Szyszki dojrzewają w październiku. Dojrzałe szyszki są żółtawobrązowe, mają od 8 do 15 centymetrów długości i od 3 do 5 centymetrów grubości.

## Zagrożenie i ochrona
Jodła japońska ma status gatunku najmniejszej troski na Czerwonej liście IUCN.